# 573 (szám)
Az 573 (római számmal: DLXXIII) egy természetes szám, félprím, a 3 és a 191 szorzata.

## A szám a matematikában
A tízes számrendszerbeli 573-as a kettes számrendszerben 1000111101, a nyolcas számrendszerben 1075, a tizenhatos számrendszerben 23D alakban írható fel.
Az 573 páratlan szám, összetett szám, azon belül félprím, kanonikus alakban a 31 · 1911 szorzattal, normálalakban az 5,73 · 102 szorzattal írható fel. Négy osztója van a természetes számok halmazán, ezek növekvő sorrendben: 1, 3, 191 és 573.
Az 573 négyzete 328 329, köbe 188 132 517, négyzetgyöke 23,93742, köbgyöke 8,30587, reciproka 0,0017452. Az 573 egység sugarú kör kerülete 3600,26518 egység, területe 1 031 475,974 területegység; az 573 egység sugarú gömb térfogata 788 047 644,4 térfogategység.